# ジャン＝ルイ・ロワ
ジャン＝ルイ・ロワ（Jean-Louis Roy、1938年 - 2020年3月29日）は、スイスの映画監督である。セルジュ・ゲンスブールが音楽を提供し、出演した映画『L'Inconnu de Shandigor（シャンディゴールの見知らぬ男）』（日本未公開、1967年）の監督として知られる。

## 来歴・人物
1954年、わずか16歳のとき、ジュネーヴのフランス語テレビ局テレヴィジオン・スイス・ロマンド（TSR）に入り、撮影、編集を経て、1963年、25歳で演出家となる。
1968年7月17日、29歳のときの脚本・監督作『L'Inconnu de Shandigor（シャンディゴールの見知らぬ男）』（1967年）がフランスで公開される。マリー＝フランス・ボワイエを主演に、音楽を担当した歌手のセルジュ・ゲンスブールも出演している。脚本家のガブリエル・アルーが脚本を書かずに製作し、出演もしたこのジェームズ・ボンドを髣髴させるスパイ映画は、1967年の第20回カンヌ国際映画祭コンペティション部門に出品された。
1968年、同局で出会った仲間のアラン・タネールとクロード・ゴレッタ、ミシェル・ステー、ジャン＝ジャック・ラグランジュとともに「グループ5 Le Groupe 5」を結成、映画を演出した。1929年生まればかりの同グループでは10歳近く年の離れた最年少であったが、その現場たたき上げのキャリアはだれよりも長かった。
1970年、同局らと「グループ5」が共同製作した、ロワの脚本・監督作『Black Out（ブラック・アウト）』は、第20回ベルリン国際映画祭コンペティション部門に出品された。同作は、のちにレオス・カラックス監督の『ボーイ・ミーツ・ガール』をプロデュースすることになる脚本家のパトリシア・モラーズと共同で脚本を書いた。彼女はおなじスイスの映画監督フランシス・ロイセールの長篇デビュー作『Vive la mort』で前年の1969年にデビューしたばかりで、同年、アラン・タネール監督の長篇デビュー作『どうなったってシャルル』（1969年）に出演をしている。
TSR局内では、1972年から一貫してドキュメンタリー畑を歩み、2001年にはドキュメンタリー傑作選『Portraits passion』を企画し、2006年、定年退職した。根っからのテレビマンで映画は寡作とはいえ、日本ではまだ一本も商業公開されていない。

## フィルモグラフィー
- Happy end（ハッピー・エンド）　1964年
- L'Inconnu de Shandigor（シャンディゴールの見知らぬ男）　90分　1967年　脚本・監督　製作ガブリエル・アルー、撮影ロジェ・バンパージュ、音楽・出演セルジュ・ゲンスブール、出演マリー＝フランス・ボワイエ、ベン・カラザース、ダニエル・エミルフォルク、ジャック・デュフィロ、ハワード・ヴァーノン 　製作フラジェア・フィルム
- Black Out（ブラック・アウト）　1971年　脚本・監督　共同脚本パトリシア・モラーズ、撮影ロジェ・バンパージュ、主演リュシ・アヴネー　製作グループ5、コンドル・フィルム、パノラ・フィルム、テレヴィジオン・スイス・ロマンド（TSR）
- L'Indien des Acacias　ドキュメンタリー　1972年
- La maison des souvenirs　ドキュメンタリー　1973年
- Talou　テレビ映画　1981年　脚本・監督　主演リュシ・アヴネー、ジャック・デュフィロ、ミシェル・ヴィアラ　製作TF1
- Romands d'amour　ドキュメンタリー　1983年
- Portraits passion　テレビドキュメンタリーシリーズ　2001年